# كريستينا من هولشتاين-غوتورب
كريستينا من هولشتاين-غوتورب (بالسويدية: Kristina av Holstein-Gottorp)‏ (13 أبريل/ نيسان 1573 في كيل- 8 ديسمبر/ كانون الأول 1625 في قلعة غريبسهولم) كانت ملكة السويد بوصفها الزوجة الثانية للملك كارل التاسع، اضطلعت بمهام الوصاية على العرش في العام 1605 في غياب زوجها، ثم في العام 1611 حين كان ابنها الملك غوستاف الثاني أدولف لا يزال قاصراً.

## السيرة الذاتية
هي ابنة آدولف دوق هولشتاين-غوتورب، وكريستين ابنة فيليب الأول لاندغراف هسن، كان قد تم اقتراح اسمها في العام 1586 لتكون عروس زغمونت الثالث ملك بولندا، غير أن هذا الزواج لم يتم، وأصبحت في 8 يوليو/ تموز 1592 الزوجة الثانية لكارل، دوق سودرمانلاند، الذي أصبح الوصي على السويد قبل أن يصبح ملكها في العام 1604. وقد جرى تتويجها مع زوجها في كاتدرائية أوبسالا في العام 1607، وتقول الأسطورة أنها شجعت زوجها على اغتصاب العرش من ابن شقيقه زغمونت في العام 1598 لتقتص منه لعدم زواجه منها.

## ملكة
كانت الملكة كريستينا تتمتع بشخصية مهيمنة وإرادة قوية وحس اقتصادي مرهف، فحظيت بالاحترام والمهابة في آن معاً. وقد وُصفت بأنها قاسية القلب وعنيدة ومقترة، وثمة مزاعم أنه في حين كانت الزوجة السابقة لزوجها تحاول دوماً إقناعه بإظهار اللين في أفعاله، كانت كريستينا تحثه على العكس. وقد أحكمت قبضتها على البلاط، فقد تناقلت الألسن أنها كانت تقيس الخيوط التي يستعملها الخدم في الخياطة بنفسها. غير أن زواجها وُصف بالسعيد، فقد كان ثمة العديد من القواسم المشتركة بين شخصيتها وشخصية زوجها، ورافقته إلى إستونيا وفنلندا في الفترة ما بين 1600-1601.
ومع أن كريستينا لم تعتبر متسلطة على زوجها الذي يشبهها في هيمنته ومزاجيته، إلا أنها لم تفتقر أبداً لسلطة التأثير والنفوذ السياسي. ومع أنه لم يتركها تملي سياسات البلاد، إلا أنه كان يستشيرها في مسائل سياسية شتى. ولكن يُذكر أنه كان قد أغفل أثناء الحرب على الدنمارك مشورتها ودخل في نزاع معها لأنه شك في ولائها للدنمارك. وقد ترك كارل التاسع في العام 1604 تعليمات بجعلها وصية على الحكومة في حال وفاته أو إذا كان ابنه ولي العهد لايزال قاصراً. وقد تولت بالفعل مهمة الوصي على العرش في العام 1606 إبان غياب زوجها في ليفونيا. وقد عُرف عنها كذلك أنها منعت انتخاب ابنها الأصغر كارل فيليب لتولي قيصرية روسيا بين 1610-1612، إذ احتجزته في البيت أثناء الانتخابات الروسية في حين كان يجب إرساله إلى موسكو. وقد تناقلت الأخبار أنها كانت سعيدة بانتهاء المسألة في العام 1614.

## ملكة أرملة
وتولت الوصاية على العرش للمرة الثانية إبان وفاة زوجها في 30 أكتوبر/ تشرين الأول 1611، إذ كان ابنها لايزال قاصراً، وذلك بحسب مرسوم العام 1604. وتشاركت الوصاية مع يوهان، دوق أوستروغوثيا. وبما أن ابنها كان على وشك بلوغ السن القانوني لتولي العرش، لم تدم وصايتها أكثر من الفترة ما بين أكتوبر إلى ديسمبر من ذلك العام، وانتهت تلقائياً يوم 9 ديسمبر حين بلغ ابنها سن الرشد القانوني.
وكانت تعتبر خلال السنوات الأولى من توليه العرش بمثابة الحاكم الفعلي وراء العرش- أو إحدى الحكام الفعليين، على الرغم من أنها لم تعد لها الوصاية الرسمية. ولاشك في أنها اشتغلت مستشارة لابنها، الذي لم يتوان عن طلب مشورتها بخصوص زواج ابنتها عام 1612، الذي تسبب بنزاع مع الكنيسة اللوثرية. وكانت هي في الحقيقة من اقترح هذا الزواج لأسباب سياسية، وكانت عازمة على اتمامه. وكانت هي أيضاً من دبر زواج كاثرين، ابنة زوجها، معارضة بذلك رغبة المجلس في العام 1615.
وبوصفها الملكة الأرملة، كان معروفاً عنها أنها منعت ابنها من الزواج بـ إيبا براهي، التي كان على علاقة غرامية معها استمرت بضع سنوات بين 1613 و1615. والسبب الذي حدا بها إلى ذلك هو تفضيلها المصلحة السياسية التي يجلبها الزواج ضمن الأسرة وخوفها من التعقيدات التي قد يجرها الزواج من طبقة النبلاء؛ ذلك أنها اعتبرت حادثة الملكة غوينيلا بيلكه، التي اُتهمت بالتأثير غير المبرر على السياسة ومحاباة أقربائها، بمثابة المثال السيء. وكانت قد ألفت خلال هذه العلاقة قصيدة شهيرة، نقشتها على نافذة إيبا براهي، تقول فيها: «هذا الذي تريدينه، هو ما يجب عليك- تلك هي الطريق في حالات كهذه».
وفي حين لم تدم وصايتها على ابنها الأكبر إلا فترة قصيرة جداً، استمرت فترة وصايتها على ابنها الأصغر كارل فيليب في دوقية سودرمانلاند من عام 1611 إلى 1622، حيث كانت مستقلة تقريباً في الحقيقة. واستقر بها المقام في قلعة نايكوبيغ، التي أدارت منها مناجم الحديد الخاصة بزوجها وأولت الأعمال اهتمامها الجدي. وقد أصبحت الدوقية أثناء فترة حكمها مركز تصدير الحبوب والحديد وصناعة الأسلحة وإحدى أكبر مصادر تمويل التاج. وقد سهرت على استقلال الدوقيات وحمتها من التاج، الأمر الذي كاد يؤدي إلى نشوب نزاع مع ابنها الملك.
غير أن ابنها الأصغر كارل فيليب توفي عام 1622، فانسحبت من الحياة العامة كلياً وقرَت في دارها. وقد كُشف النقاب بعد وفاته عن زواجه السري بـإليزابيت بيبينغ، وأصبحت الوصية على ابنته إليزابيت غيلينهيلم (1622-1628).

## الذرية
1. كريستينا (26 نوفمبر/ تشرين الثاني 1593- 25 مايو/ أيار 1594).
2. غوستاف آدولف، ملك السويد (غوستاف الثاني آدولف) (9 ديسمبر 1594- 16 نوفمبر 1632).
3. ماريا إليزابيث (10 مارس/ آذار 1596- 7 أغسطس/ آب 1618)، تزوجت ابن عمها يوهان دوق أوسترغوتلاند، الابن الأصغر لـ يوهان الثالث ملك السويد.
4. كارل فيليب، دوق سودرمانلاند (22 إبريل 1601- 25 يناير 1622).
5. ابن ولد ميتاً (20 يوليو 1606).